# أشنان (جنس نباتي)
الأُشْنان أو الحُرْض  (باللاتينية: Soda) جنس نباتي ينتمي إلى الفصيلة القطيفية. يضم هذا الجنس نوعين تسعة أنواع غير مؤكدة بعد. تنمو أنواع هذا الجنس في البيئات الجافة وموطن كثير منها الوطن العربي.

## من أنواعها الواطنة في الوطن العربي
1. أشنان إكليل الجبل (باللاتينية: Soda rosmarinus) في بلاد الشام ومصر
2. أشنان غير شائك (باللاتينية: Soda inermis) في بلاد الشام والعراق وشبه الجزيرة العربية وشبه القارة الهندية
3. أشنان كثير الأزهار (باللاتينية: Soda florida) في بلاد الشام والعراق وتركيا والقوقاز وإيران وباكستان

## مرادفات للاسم العلمي
1. (باللاتينية: Seidlitzia)